# كارل بيث
كارل بيث (1872–1959) أكاديمي ألماني ساهم في بحوث بمجالات عدة تخدم تاريخ الأديان وعلم النفس الديني والمسيحية. يُوصف كارل بيث بأنه «أحد الآباء المؤسسين لعلم النفس الديني».

## بدايته
حصل على شهادة الدكتوراة عام 1898، بإشراف كلا من أدولف فون هارناك وأوتو بيفليغدار وويليام ديثلي في جامعة برلين، وكانت رسالته بعنوان الأراء الأساسية لمشروع شلير ماخر في الأخلاق الفلسفية. أصبح بيث يدرس اللاهوت المنهجي في الجامعة عام 1901م. وبعد ذلك بوقت قصير، قام بجولة للتعرف على الطوائف المسيحية في البحر الأبيض المتوسط باليونان وتركيا، حيث قام بجمع المواد اللازمة لإتمام كتابه المسيحية الشرقية في بلدان البحر الأبيض المتوسط. بعد نشر الكتاب في 1902م، ساعد الكتاب البروستانت الغربيون في التعرف على الأرثوذكسية الشرقية. في عام 1906م، انتقل بيث للتدريس في كلية اللاهوت البروتستانتي بجامعة فينا، وفي نفس العام توزج من ماريان ويسل. تم ترقيته أستاذًا بفينا في العام 1908م.

## مشاركاته العملية
في 1922، كان بيث أحد أهم المشاركين في تأسيس معهد بحوث علم النفس الديني بفيينا. بالإضافة إلى ذلك فقد عمل محررًا في مجلة علم النفس الديني الاجتماعي من عام 1927م حتى عام 1938م، وكتب مقاله الكنيسة الأرثوذكسية في الأناضول، كما قام بكتابة عدة مقالات للطبعة الثانية من كتابه الدين بين الماضي والحاضر المنشور بين سنتي 1929م و1932م.

## إنتقاله
بحلول عام 1938م، أصبح بيث عميدًا لكلية في جامعة فينا. وبعد انضمام النمسا لألمانيا إثر العملية العسكرية آنشلوس، أصبحت ماريان زوجة بيث -وهي محامية يهودية تحولت للمسيحية للزواج من بيث- غير قادرة على ممارسة العمل القضائي. بعد ذلك انتقل الزوجان إلى العيش في الولايات المتحدة الأميريكية، وأصبح كارل بيث أحد أعضاء هيئة التدريس في كلية ميدليف لومبارد اللاهوتية بين عام 1941م و1944م، حيث اهتم بالتدريس في مجال تاريخ الأديان.

## الأعمال
- المسيحية المشرقية في بلدان البحر الأبيض المتوسط، 1902م.
- جوهر المسيحية التاريخية والفكر الحديث، 1904م.
- المبادئ الحديثة وعلم اللاهوت، 1907م.
- نظرية التطور والمسيحية، 1909م.
- لمَ عاش يسوع ؟، 1910م.
- الدين والسحر بين الشعوب البدائية، 1914م.
- مدخل لتاريخ الأديان المقارن، 1920م.
- التقوى والإيمان من التصوف، 1927م.